# Astronome royal (Royaume-Uni)
Pour les articles homonymes, voir Astronome royal.
Astronome royal (en anglais Astronomer Royal) était à l'origine le titre du directeur de l'Observatoire royal de Greenwich, mais depuis 1972 ce n'est plus qu'un titre honorifique.
Le roi Charles II fonde l'Observatoire royal de Greenwich en 1675 et nomme le premier Astronomer Royal John Flamsteed.

« Pour s'appliquer avec le soin et la diligence les plus exacts à la rectification des tables des mouvements des cieux, et des positions des étoiles fixes, afin de découvrir la longitude tant désirée des endroits pour le perfectionnement de l'art de la navigation »

— Charles II.

## Liste complète des Astronomes royaux

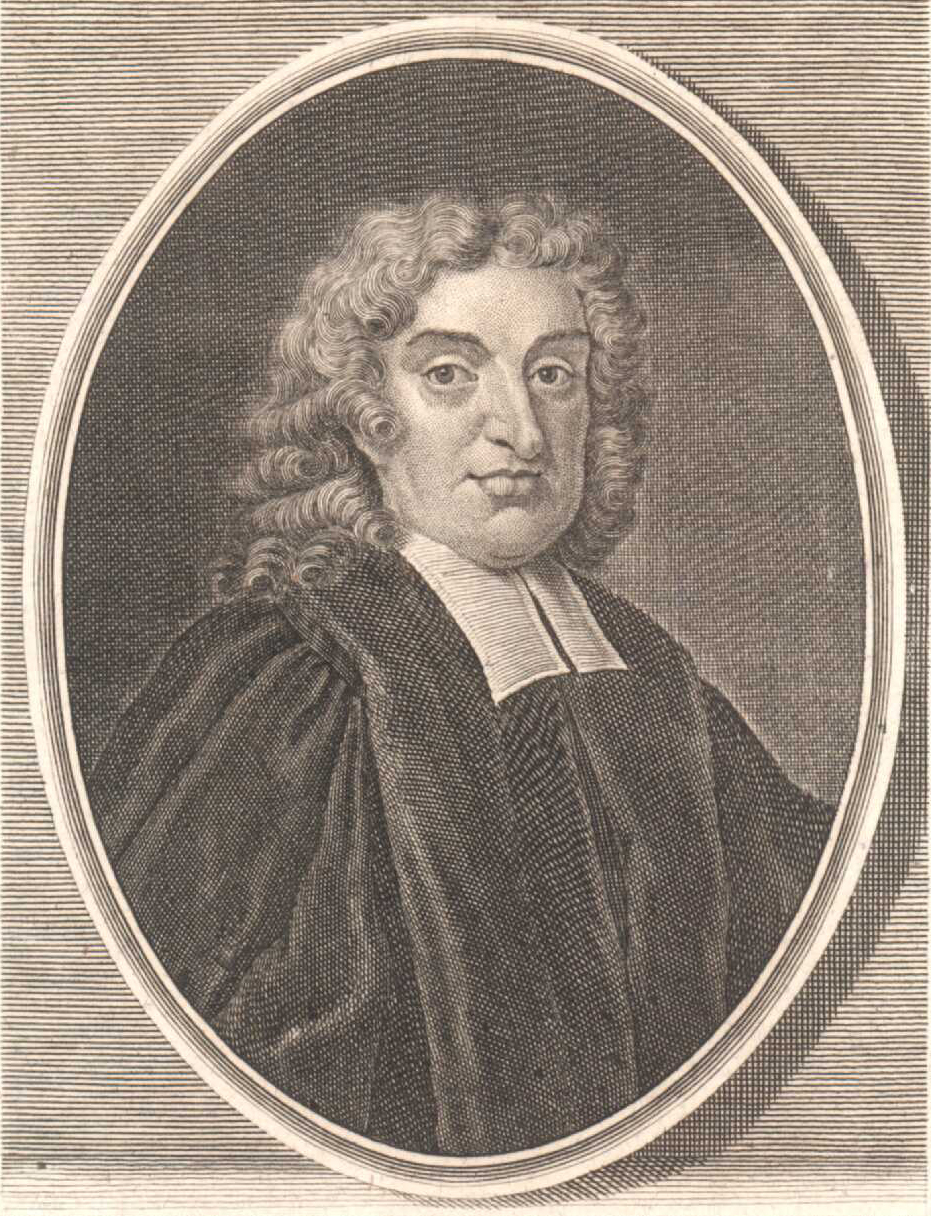
John Flamsteed de 1675 à 1719
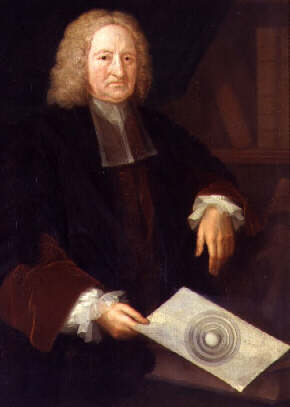
Edmond Halley de 1720 à 1742
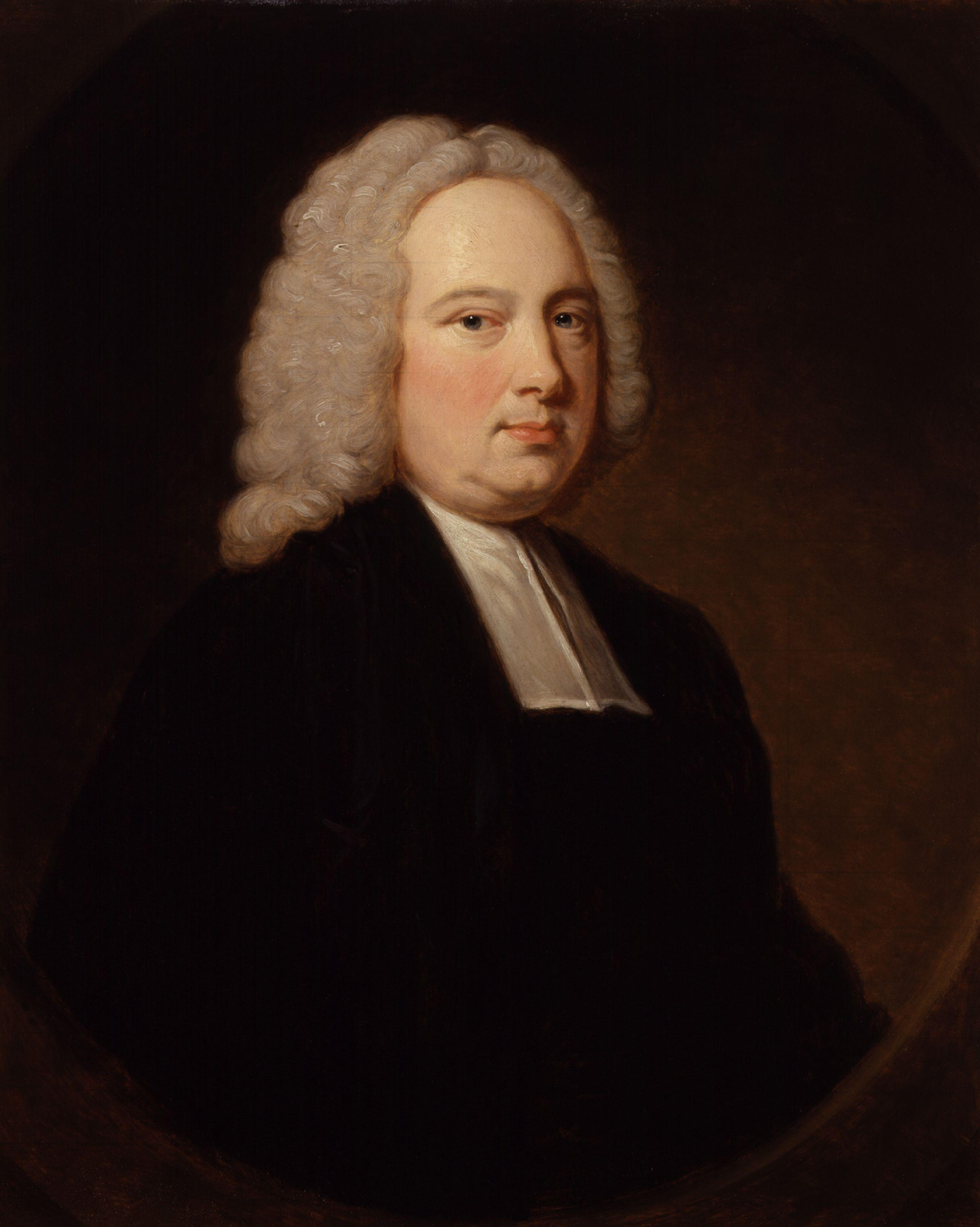
James Bradley de 1742 à 1762
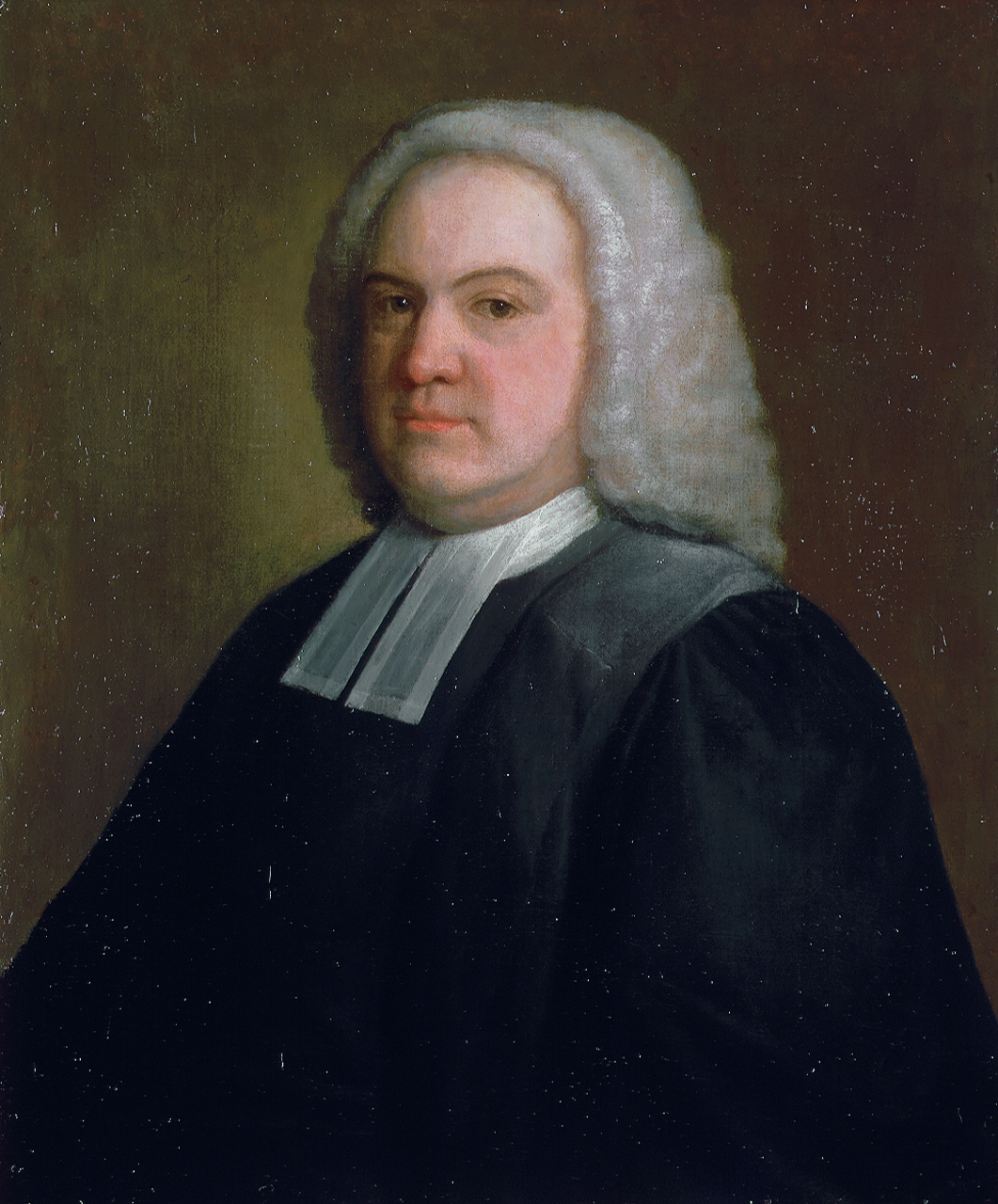
Nathaniel Bliss de 1762 à 1764
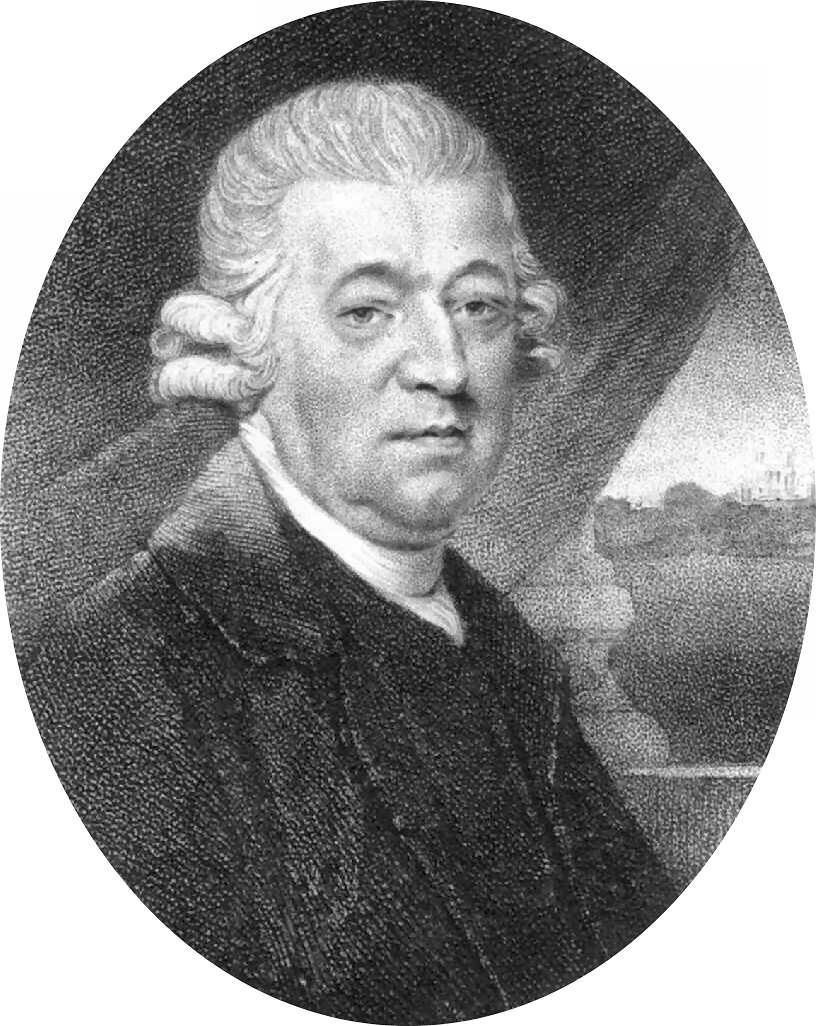
Nevil Maskelyne de 1765 à 1811
John Pond de 1811 à 1835
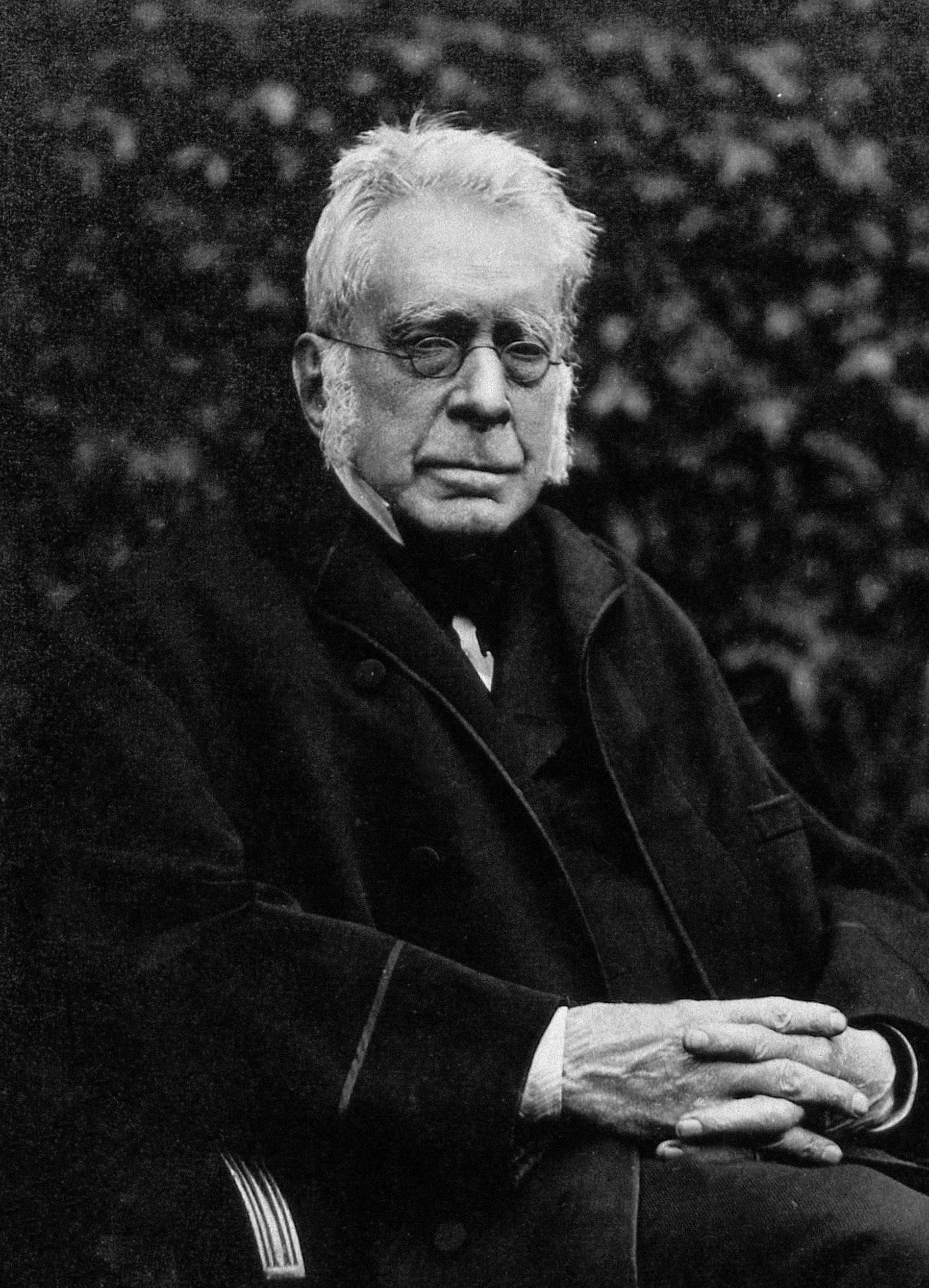
George Airy de 1835 à 1881
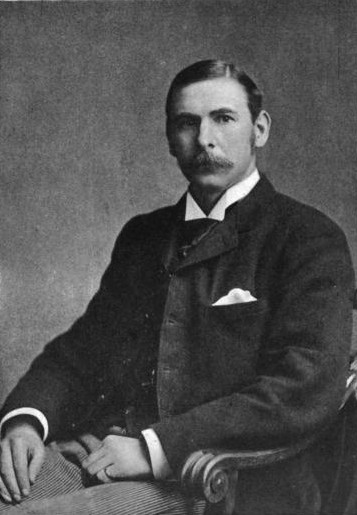
William Christie de 1881 à 1910
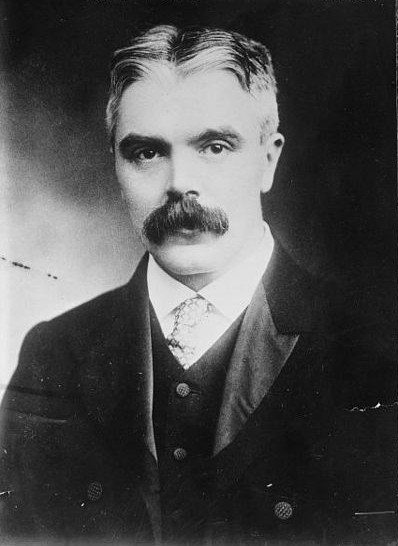
Frank Dyson de 1910 à 1933
Harold Spencer Jones de 1933 à 1955
Richard Woolley de 1956 à 1971
Martin Ryle de 1972 à 1982
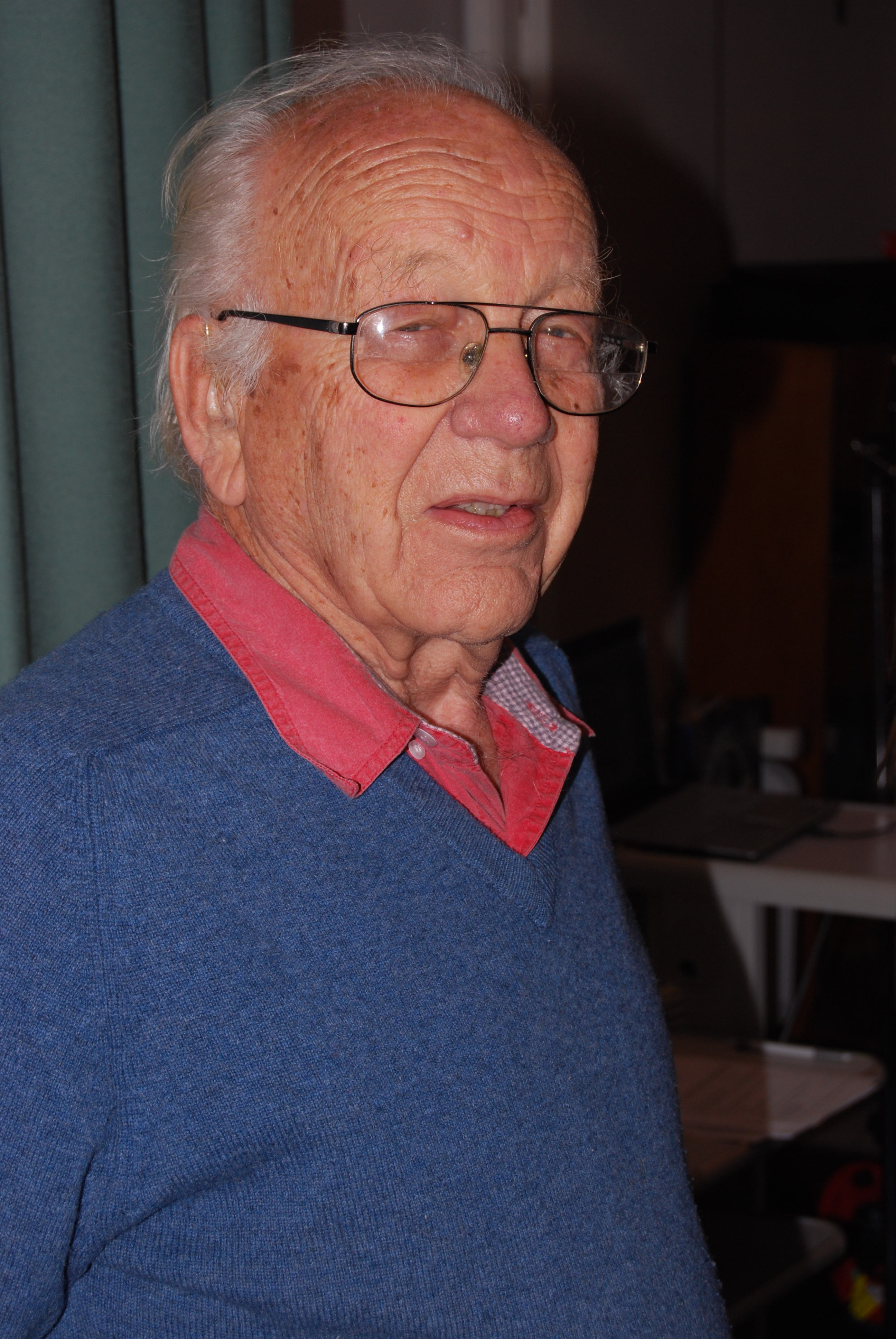
Francis Graham-Smith de 1982 à 1990
Arnold Wolfendale de 1991 à 1995
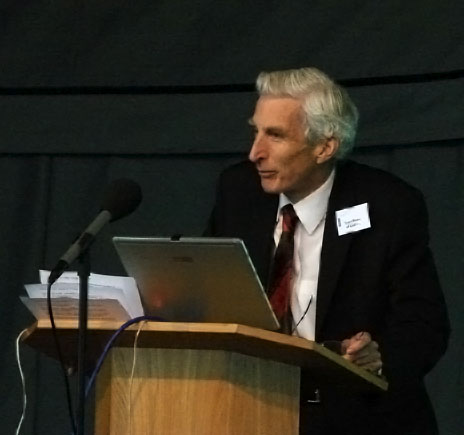
Martin Rees de 1995 à 2025
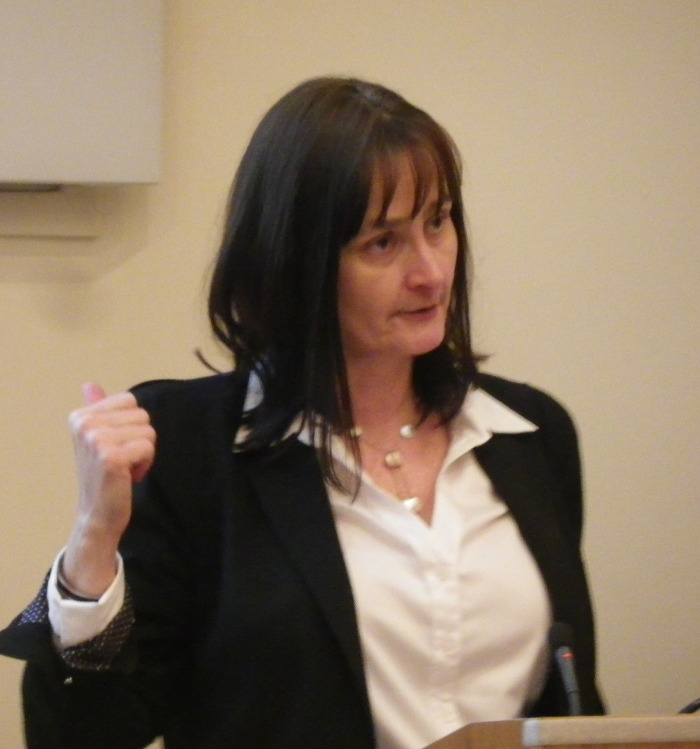
Michele Dougherty depuis 2025